# Боньча (Плоцький повіт)
Боньча (пол. Bończa) — село в Польщі, у гміні Слубіце Плоцького повіту Мазовецького воєводства.
У 1975-1998 роках село належало до Плоцького воєводства.